# 穆罕默德萨拉姆·穆罕默多夫
穆罕默德萨拉姆·穆罕默德阿里耶维奇·穆罕默多夫（羅馬化：Magomedsalam Magomedaliyevich Magomedov；1964年6月1日—），达尔金人，是俄罗斯政治人物，2010年至2013年担任第三任达吉斯坦共和国首脑。他的父亲穆罕默德阿里·穆罕默多夫也曾是达吉斯坦共和国首脑。他拥有俄罗斯联邦一级高级国家官员头衔。